# Paraceløerne

Paraceløerne (西沙群岛|t=西沙群島, Xīshā Qúndǎo, Xisha-Øerne, vietn. Quần đảo Hoàng Sa, Chữ nôm: 群島黄沙) er en gruppe på ca. 130 små ubeboede Rev- og Koraltoller, omkring 325 km øst for Vietnam i det Sydkinesiske Hav. De har et areal på cirka 6 km². Det højeste punkt er på Rocky Island og ligger på 14 moh.
Øernes tilhørsforhold er omstridt. De har siden 1974 været under Folkerepublikken Kinas kontrol, og de regner dem som en del af Provinsen Hainan, men både Republikken Kina, Filippinerne og Vietnam gør også krav på dem.
Trods hyppige hvirvelstorme og tropisk klima er øerne centrum for alle tre landes interesse , da man formoder at der er olie- og naturgasforekomster i området
Kina understreger sine krav med opførelse af havneanlæg og en lufthavn.
Derudover er der utallige skibsvrag  med værdifulde historiske ladninger, hovedsageligt kinesiske eksportprodukter fra Song-, Yuan- og Ming-tiden.

## Geografi
Øerne er en gruppe på cirka 130 ubeboede koralatoller og ligger et stykke nord i Det Sydkinesiske Hav. De har et areal på cirka 6 km². Den højeste punkt ligger på Rocky Island og ligger på 14 moh. Øen dækkes stort set af lav vegetation.
Øerne er delt mellem den vestre Crescentgruppe og den østre Amfitritegruppe.
Havet omkring øerne er rigt på fisk og formodes også at have store olie- og naturgasforekomster.
Nær Paraceløerne findes er verdens dybeste "blå hul", et undersøisk jordfaldshul, kaldet Dragehullet eller det Sydkinesiske havs øje med en dybde på over 300 m.

### Øer og rev
- Yongxing Dao (Woody Island, Đảo Phú Lâm)
- Ganquan Dao (Robert Island, Đảo Hữu Nhật)
- Huaguang Jiao (Discovery Reef, Đá Lồi)
- Yuzhuo Jiao (Vuladdore Reef, Đá Chim Yến)
- Bei Jiao (North Reef, Cồn Bắc)

## Historie
Øerne har længe været kendt af kinesiske søfarere, og Kina har gjort krav på øerne i lang tid. I 1537 blev de besøgt af den portugisiske søfarer kaptajn de Pinto, som gav dem det europæiske navn Ilhas do Tavaquerro. Øeene blev formelt annekteret af Kina den 19. januar 1974.
Øgruppen indgår sammen med Dongshaøerne, Nanshaøerne og Zhongshaøerne i de kinesiske såkaldte South China Sea Islands.
Navnet Paracel for øerne er en navngivning efter Paracelsus.
Suveræniteten over øerne har været genstand for en række konflikter i området mellem Kina, Taiwan og Vietnam siden begyndelsen af 1900-tallet. Efter, at Frankrig okkuperede Indokina, tog det kontrol over øerne og gjorde dem til en del af kolonien Fransk Indokina i 1932. Da Frankrig trak sig tilbage i 1956 efter nederlaget i Den første indokinesiske krig, besatte styrker fra det kommunistiske Kina umiddelbart øen Yongxing, en af de vigtigste øer i gruppen, mens andre øer forblev under sydvietnamesisk kontrol. Spændingerne i området steg og endte med et militært sammenstød i januar 1974 mellem Sydvietnam og Kina. Efter blodige kampe lykkedes det den kinesiske styrke at få kontrol over øerne, en kontrol de siden har opretholdt. Øerne ligger inden for Kinas kravlinje, "Den nistiplede linje", men suverænitetspørgsmålet er ikke folkeretsligt løst, og Vietnam gør fortsat krav på øerne.